# Bandy i Ryssland
Bandy i Ryssland har utövats på organiserad nivå sedan slutet av 1800-talet.

## Historia

### Tidiga bandyn -1917
Bandyn i Ryssland har sitt ursprung från 1700-talet. Det var då förnämt folk som spelade "hockey" med boll och klubba på flodens Nevas is. Under andra hälften av 1800-talet blev bandy en populär sport bland vanliga människor. År 1897 bildas det ryska bandyförbundet. I Sankt Petersburg utarbetas 1898 spelreglerna för modern bandy. Den 8 mars 1898 spelades den första bandymatchen med de nya reglerna på isrinken Severnij. Några dagar senare spelades en returmatch.
På den tiden och fram till mitten av 1950-talet fanns ett spel som hette "Rysk hockey", vilket påminde om bandy. Sankt Petersburg var en hockeyort vid den tiden. Åren fram till 1900 spelade 8 klubbar matcher mot varandra och andra mot lag. Den första matchen i Ryssland mellan städer spelades 1899 då laget "Sport" från Sankt Petersburg spelade bortamatch i Viborg och slog Viborgslaget. 1905-1906 spelades Sankt Petersburgs första stadsmästerskap, och vanns av Jusupov Sad. Den första ryska hockeyligan startade. För Sankt Petersburgs lag tävlade skridskoåkaren A. Panisjin och konståkaren A. Panin-Kolomenkin, OS-mästare 1908. 
Den första bandymatchen i Moskva spelades 1902. Moskva blev nästa bandyfäste. Moskvas bandyserie startade 1912, och det första stadsmästerskapet hölls. "Sokolnitjej sport klub" vann.
Andra tidigare bandyfästen i Ryssland i början av 1900-talet var orterna Blagovesjtjensk, Archangelsk, Novgorod, Tver och Vladivostok. 
1903 hölls Rysslands första turnering för stadslag. Rysslands då tre starkaste lag deltog. "Jusupov Sad", "Petersburg sport club society" och Moskvas "British sport club". "Jusupov Sad" vann mästerskapet. Med tiden blev möten mellan dessa tre lag allt vanligare och Moskva och Sankt Petersburg turades om att ordna matcher två gånger om året. Till 1920 vann bara laget från Sankt Petersburg, Moskva fick revansch först 1923, och spelade därefter med blandade resultat. På 1930-talet vann alltid Moskvas lag, och i efterkrigstiden hölls inga tävlingar. 
1907 var det ryska laget "Jusupov Sad", på tyska kända som "Sankt Petersburger Eislaufverein", på turné i Tyskland, Norge och Sverige. Det ryska laget vann sex matcher, spelade en oavgjord och förlorade en match. Alla dessa matcherna spelades efter bandyregler. "Yusupov Sad" vann turneringen och fick pris av Sveriges kung. 1910 var Ryssland och Storfurstendömet Finland, representerade av Sankt Petersburg och Helsingfors bandyserier, med och bildade "Norra bandyunionen" 1910.
1914 bildades den allryska bandyunionen av 30 ryska klubbar från 6 orter. Ett allryskt bandymästerskap planerades att anordnas säsongen 1914/1915, men ställdes in på grund av första världskriget.

### Sovjetunionen 1917-1991
Huvudartikel: Bandy i Sovjetunionen
År 1917 genomfördes den ryska revolutionen. Ryssland blev 1922 Sovjetunionen och med tiden tappades kontakten med omvärldens bandy, och skillnaderna i regler blev stora. Ryska SFSR spelade sin första bandyturnering år 1922, där lag från Moskva, Tver, Saratov, Mykolajiv och Charkiv (inte Ryssland, utan Ukraina) deltog. Ytterligare 6 tävlingar hölls fram till mitten av 1930-talet. I februari 1927 fick Leningrad och Ryska SFSR:s lag besök av ett svenskt arbetarlag. Matchen spelades med "svenska regler", men vanns av ryssarna med 11-0.
Ett gemensamt sovjetiskt förbund för ishockey och bandy bildades 1928. Samma år bildades ett sovjetiskt landslag, trots att kontakten med de övriga bandyländerna minskade. Det första sovjetiska mästerskapet i bandy spelades 1936 och vanns av Dynamo Moskva. På grund av oroligheter runt andra världskriget spelades inte nästa mästerskap förrän 1950.
År 1954 upptogs kontakten med övriga bandyvärlden och 1955 bildades "världsbandyförbundet" Federation of International Bandy med Sovjetunionen som en av de fyra ursprungliga medlemmarna. Det första världsmästerskapet hölls 1957 och vanns av Sovjetunionen. Sovjet vann alla VM i bandy fram till 1981 då man förlorade mot Sverige.

### I dag 1991-

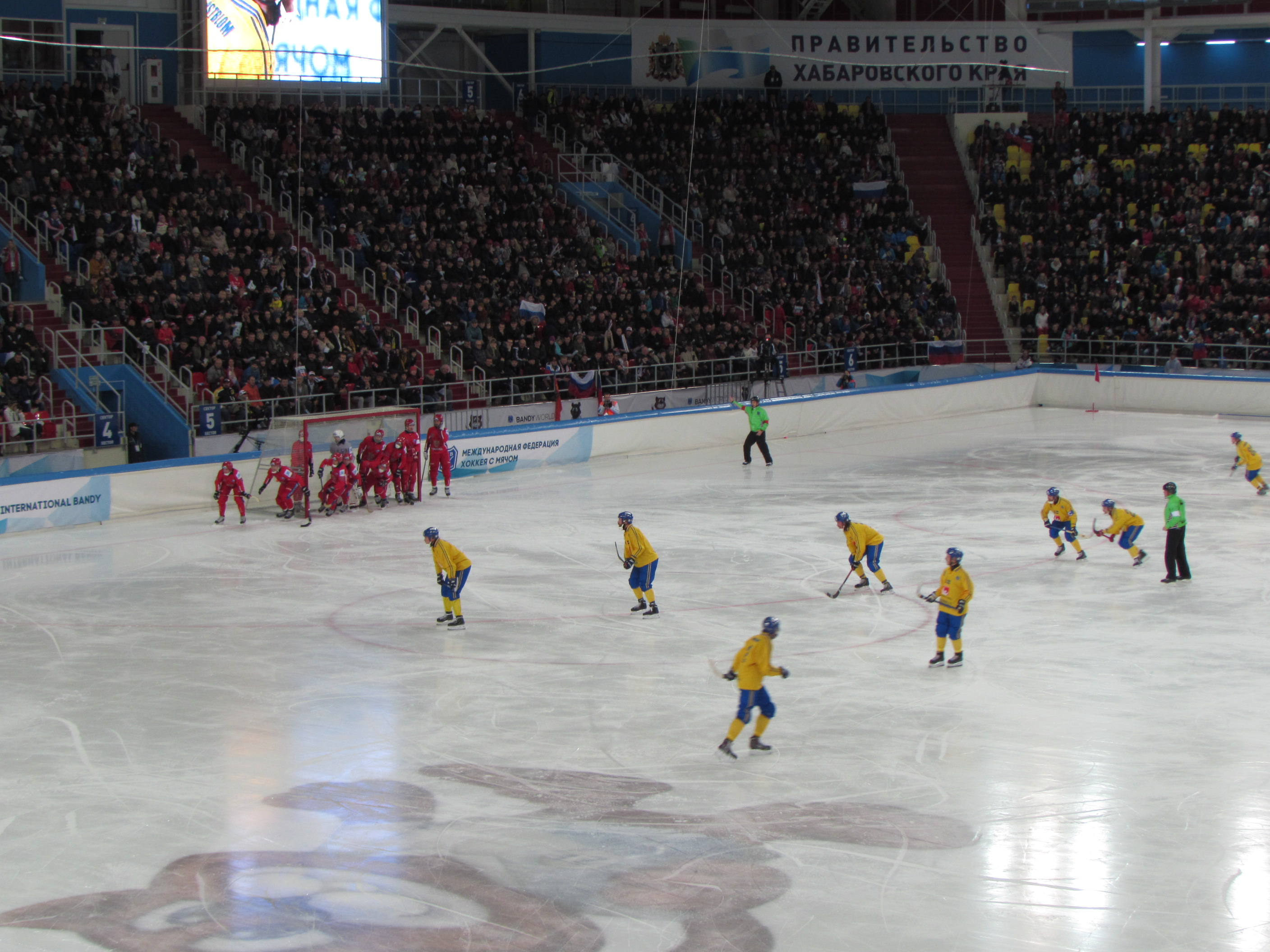
Ryssland besegrar Sverige med 5–3 vid finalen av världsmästerskapet i Chabarovsk i april 2015.

Efter Sovjetunionens fall 1991 gick det till en början sämre för bandyn i Ryssland. Många spelare flyttade över till svenska klubbar. I början av 2000-talet börjar de ryska spelarna flytta tillbaka. Även svenska flyttar till Ryssland. Bandysäsongen i Ryssland pågår från september/oktober.
1992 bildades det Ryska bandyförbundet, som efterträdde det sovjetiska bandyförbundet. Bandy spelas på organiserad nivå i 47 regioner. I dessa regioner spelar över 60 klubbar i de högre serierna. 1993 spelades det första ryska mästerskapet, som vanns av HK Zorkij, som även vann det sista sovjetiska mästerskapet.
1993 var det även premiär för ryska cupen. Säsongen 2006/2007 startade den turneringen rekordtidigt, 10 augusti 2006.
Juniormästerskap hålls också i Ryssland. På damsidan spelas ryska mästerskap och ryska cupturneringar.

## Serie- och cupspel
I Ryssland består seriespelet för herrar av högstadivisionen (ligan) och andradivisionen (division ett). Dessutom finns ett antal lokala och regionala mästerskap samt stadsserier, vilka inte är kopplade till det nationella seriesystemet. Lagen i dessa serier kan alltså inte nå division ett.
Högstadivisionen spelas i två steg, cupen och serien. Cupen börjar numera redan i augusti och spelas i tre steg, två separata gruppspel innan de åtta bästa lagen gör upp i slutspel. För att få delta i seriespelet krävs deltagande i cupen, och säsongen 2007/2008 var AMNGR Murman från Murmansk nära att uteslutas av denna orsak, men det ryska bandyförbundet ändrade sig och lät istället klubben böta. 
Högstadivisionen består av 14 lag som möter varandra hemma och borta innan de 12 bäst placerade lagen gör upp om slutsegern i ett slutspel.